# Mózes (keresztnév)
A Mózes bibliai férfinév. Valószínűleg egyiptomi eredetű, a mosze (-mosis) vagy mesz (-mses) („valakinek a gyereke”) névből ered, ami pl. a Thotmesz és a Ramszesz névben is megtalálható. Népies magyarázat szerint a jelentése: vízből kihúzott.

## Gyakorisága
Az 1990-es években szórványos név, a 2000-es években nem szerepel a 100 leggyakoribb férfinév között.

## Névnapok
- május 16.[2]
- július 26.[2]
- augusztus 28.[2]
- szeptember 4.[2]
- november 4.[2]
- november 25.[2]

## Híres Mózesok
- Mózes a Bibliában
- Árkosi Mózes unitárius pap
- Balogh Mózes prédikátor
- Beregszászi Mózes lelkész
- Gaál Mózes (1815–1891) piarista gimnáziumi tanár
- Gaál Mózes (1863–1936) ifjúsági író, lapszerkesztő, tankerületi főigazgató
- Gaál Mózes (1894–1929) esztéta, ifjúsági író, műfordító, dramaturg
- Gálffy Mózes nyelvész
- Kahána Mózes költő
- Székely Mózes erdélyi fejedelem